# De kejserliga teatrarna
De kejserliga teatrarna var en organisation som skötte de statliga (och därmed kejserliga) teatrarna i Sankt Petersburg och Moskva i det kejserliga Tsarryssland mellan 1756 och 1917. De kejserliga teatrarna var från början hovteatrar, som hade funnits sedan 1672 och var reserverade för det kejserliga hovet, men flera av dem öppnades senare för allmänheten. De kejserliga teatrarna inledde början på en inhemsk rysk yrkesteater, då yrkesteater i Ryssland 1672-1756 hade bestått av endast utländsk hovteater. Teatrarna, operahusen och baletterna som ingick sorterade under en direktion ledd av en hovfunktionär och finansierades av hovet. De existerade parallellt med privata teatrar, som fanns i Moskva sedan 1766 och i Sankt Petersburg sedan 1777.   